# Avenida Júlio de Castilhos (Porto Alegre)
Nota: se procura a avenida de mesmo nome em Caxias do Sul veja Avenida Júlio de Castilhos (Caxias do Sul).
A Avenida Júlio de Castilhos é uma importante via pública do centro histórico da cidade de Porto Alegre, capital do estado brasileiro do Rio Grande do Sul. Começa na Avenida Borges de Medeiros, junto ao Mercado Público Central, e termina na Rua da Conceição.

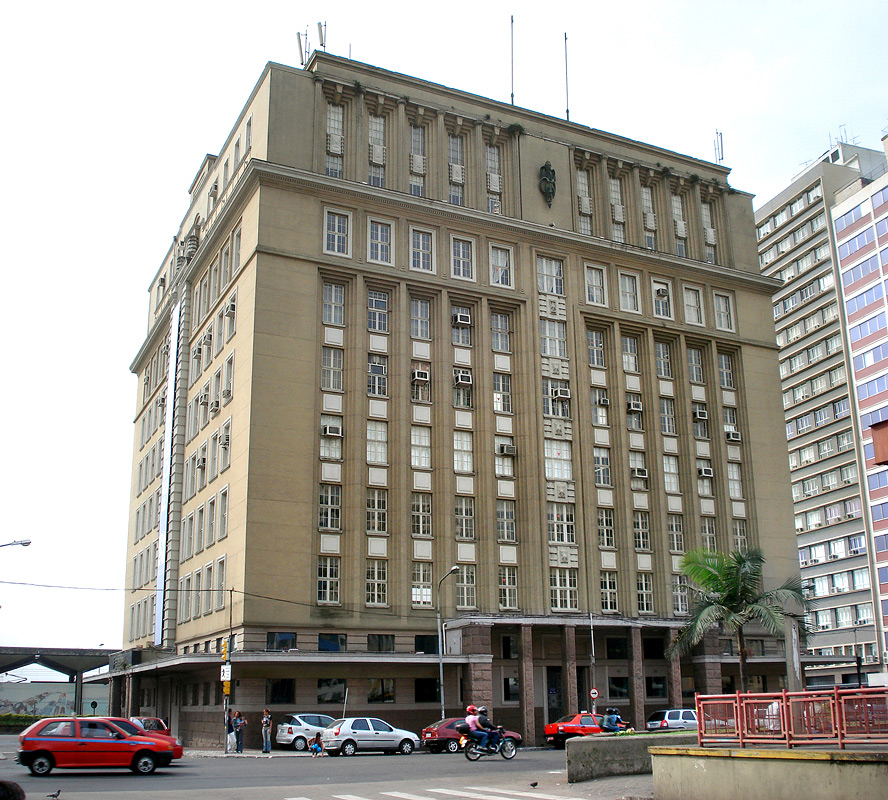
Fachada principal do Palácio do Comércio, na Avenida Júlio de Castilhos

Atualmente, localizam-se na Avenida Júlio de Castilhos o Palácio do Comércio, e diversos templos de igrejas pentecostais, como a Igreja Pentecostal Unida do Brasil, a Igreja Universal do Reino de Deus, a Igreja Internacional da Graça de Deus

## Histórico
A ideia de uma avenida litorânea, a ser implantada nos fundos dos terrenos marginais da Rua Voluntários da Pátria, surgiu em 1862, quando o governo central permutou com o município terrenos definidos como da Marinha, sob a condição de que fossem destinados a logradouro público e embelezamento da região. A via faria conexão com outra rua litorânea, a Rua das Flores (atual Rua Siqueira Campos).
A avenida foi concebida em 1914, numa época de grandes obras que objetivavam a modernização da cidade, incluindo a demolição dos cortiços e a abertura de largas avenidas, para absorver a frota de automóveis que, na época, já atingia três mil veículos, conforme registro do jornal Diário de Notícias. Considerada como imprescindível para a remodelação do centro, a obra só foi iniciada em 1925, pelo intendente (prefeito) Otávio Rocha, com a demolição de inúmeras casas e armazéns.
A ampla Avenida Júlio de Castilhos foi inaugurada em 1928, pelo intendente Alberto Bins, em cerimônia presidida por Borges de Medeiros, pouco tempo antes dele deixar o governo do Estado.